# Diapterus rhombeus
Diapterus rhombeus és una espècie de peix pertanyent a la família dels gerrèids.

## Descripció
- Pot arribar a fer 40 cm de llargària màxima (normalment, en fa 30).[6][7]

## Alimentació
Probablement menja petits invertebrats bentònics.

## Depredadors
Al Brasil és depredat per Eleotris pisonis i a Colòmbia per Elops saurus.

## Hàbitat
És un peix marí i d'aigua salabrosa, demersal i de clima tropical que viu entre 9 i 70 m de fondària.

## Distribució geogràfica
Es troba a l'Atlàntic occidental: des del sud del golf de Mèxic, Centreamèrica i les Antilles fins al Brasil.

## Ús comercial
Es comercialitza fresc, però la seua carn no és gaire apreciada.

## Observacions
És inofensiu per als humans.